# نیمرود (آرکانزاس)
نیمرود (به انگلیسی: Nimrod) یک منطقهٔ مسکونی در ایالات متحده آمریکا است که در آرکانزاس واقع شده‌است. نیمرود ۱۲۱٫۰۱ متر بالاتر از سطح دریا واقع شده‌است.